# 秀泰生活樹林店
24°59′43.7″N 121°25′42.4″E / 24.995472°N 121.428444°E
秀泰生活樹林店（Showtime Live Shulin Store）為台灣新北市樹林區的一間大型購物中心，位於樹新路與保順街口，建築總樓板面積約18,700坪，由秀泰集團與南山人壽合作開發，2018年5月26日開業。商場主力核心店為秀泰影城、小書房、宜得利家居、UNIQLO、GU、無印良品及各式主題餐廳。

## 歷史
- 2014年，南山人壽投資逾新台幣20億元參與「樹林樹新段公有土地招商案」，取得50年地上權。
- 2015年6月17日，南山人壽「南山樹林樹喜廣場」（Nanshan Shulin Shuxi Square）舉行動土典禮，未來由秀泰生活負責營運[4]。
- 2018年5月26日，秀泰生活樹林店開業。

## 樓層簡介
| 樓層     | 名稱                      |
| -------- | ------------------------- |
| 8F～14F  | 秀泰影城                  |
| 7F       | 餐桌上                    |
| 6F       | Q童樂                     |
| 5F       | 品生活                    |
| 4F       | 文藝廊                    |
| 3F       | 潮酷玩                    |
| 2F       | 愛玩美                    |
| 1F       | 秀時尚                    |
| B1       | 機車停車場                |
| P6       | 汽車停車場                |
| P5A、P5B | 汽車停車場（P5A與5F連通） |
| P4       | 汽車停車場                |
| P3A、P3B | 汽車停車場（P3A與3F連通） |

## 外部連結
- 秀泰生活樹林店 （页面存档备份，存于）
- 秀泰生活樹林店的Facebook專頁